# Homunculus patagonicus
Homunculus patagonicus — це вимерлий вид широконосих приматів (лат. Platyrrhini) з родини сакієвих (Pitheciidae), що жили за часів міоцену на території Аргентини.

## Характеристика
Представники цього роду були невисокого зросту, з витонченим черепом без сагітальної борозни. Орбіти очей були помірного розміру, виходячи з цього, роблять висновок, що Гомункулус патагонікус вів денний спосіб життя. Маса його тіла досягала приблизно 2,7 кілограм. Морфологія зубів засвідчує, що він харчувався плодами та листям дерев. За скам'янілостями визначили, що пересувались гомункулуси, опираючись на чотири кінцівки.